# Söråkers IF
Söråkers IF är en idrottsförening i Söråker i Sverige, grundad 1926. Sedan tidigt 2000-tal har föreningen varit vilande sedan fotbolls- och bandyverksamheten delats i två nya föreningar - Söråkers FF och Söråkers IF Bandy. Damlaget i bandy har spelat i Sveriges högsta division.

## Historia
Klubben bildades 1926, i samband med en skidtävling där start och mål låg vid byggnadsföreningens lokal på Nya Söråkersgatan.. Tidigare hade Skidklubben Mars funnits i Söråker från slutet av 1800-talet fram till cirka 1912. Läraren Gustaf Kallin från Lögdö tog initiativ till skidtävlingen. Efter tävlingen hölls ett möte där klubben bildades. Till medlemmar av interimsstyrelsen utsågs Arvid Lind, Ernst Fälldin och Gothard Wiklander. Den 2 februari 1927 hölls ett nytt möte och Söråkers IF bildades officiellt.
Till klubbens första ordförande valdes Gustav Högberg. Vid grundandet beslutades att klubben skulle bedriva skidsport, fotboll och cykelsport. Även boxning och brottning togs upp under tidigt 1930-tal, och från 1930-talet till 1960-talets mitt bedrevs även orientering. 1932 spelade man sin första bandymatch mot Lögdö, och förlorade med 1-4, varefter bandyn låg nere ett tag.
Hösten 1945 enades Erik "Sickan" Strandlund, hans bror Allan Strandlund och Yngve Westling om att anlägga en isbana på vad som senare blev Söråkers IP. Efter problem med isspolningen under hösten, där den brandslang de lånat av sulfatfabriken visade sig vara för hålig, fick man till is och kunde spela mot Fagerviks GF B-lag på trettondag jul 1946. Domare var Harry Hammarström. Fagervik vann med 3-1, efter att klubbens mål gjorts av Rolf "Kurre" Blom.
Året därpå hade föreningen köpt gamla vattenledningsrör av hemmansägare Brundin. De var nedgrävda, och grävdes upp av en diversearbetare för att sedan köras hem av Sivert Östlund med lastbil. Ledningarna anslöts till en brandpost och lades på bockar för att få den rätta lutningen.
Medan banan sopades med piassavakvast av unga pojkar och flickor, medan klubben drog el från fabriken och kunde därmed träna med elbelysning.
1948 föll snö innan marken frusit, och planen förlades till "Vitkasernerna". 1959 började klubben med ungdomsbandy under Nisse Westins ledning. 
1966, då laget spelade i Division 3 Jämtland, åkte man med tidningsflyget till Östersund, och vann serien med målskillnaden 80-8, men förlorade sedan i kvalet mot Sandvikarna med 5-7 på bortaplan. Returmatchen blev uppskjuten med en söndag då ena domaren inte kom. Returen slutade 2-2.
1984 anordnade klubben Sveriges första landbandyturnering, som spelades efter vanliga bandyregler. Ljusdal vann turneringen, efter finalseger mot Selånger med 1-0. 1985 bedrev klubben sin försäsongsträning på rullskridskor som importerades från USA och monterades på skridskor med demonterade skenor.
Säsongen 1989/1990, efter laget degraderats från division 1 föregående säsong, åkte laget till Syktyvkar i Sovjetunionen för att delta i en turnering som enda svenska lag. Efter förluster med 0-16 mot Sverdlovsk (3:a i Sovjetiska elitdivisionen), 0-8 mot Stroitel (Sovjetiska elitdivisionen) samt 1-4 mot Bomarznik (sovjetiska division 2) återvände laget hem till Sverige, och vann division 2 utan att tappa en poäng. Vid 1990-talets mitt stabiliserade sig laget i Division 1, och kvalificerade sig säsongen 1998-1999 för andra året i rad kvalificera sig till Division 1:s playoffserie. Inför säsongen 1999/2000 begärde klubben dock nerflyttning till division 3.
Säsongen 2001/2002 startades en skridskoskola med cirka 140 barn i verksamheten. Den 1 april 2002 blev bandyverksamheten en egen förening under namnet Söråkers IF/BK. Efter att startat om som egen förening, gick man senare till Division 2, och anlade konstfrusen is.
På ungdomssidan har klubben blivit svenska mästare för 15-åriga flickor 2009, 17-åriga flickor 2011 och 19-åriga flickor 2013. Dessutom tog man silver för 19-åriga flickor 2012. Klubben har också bidragit med spelare till svenska både pojk- och flicklandslag.
I mitten av juli 2019 meddelades att klubben frivilligt drar sig ur Elitserien inför säsongen 2019–2020. I slutet av samma månad stod det klart att Uppsala BoIS fick överta deras plats.

## Profiler
- Mats "Kackarov" Hagljung en trotjänare inom klubben med mängder av matcher i den röd vita tröjan. En backklippa som på senare år efter lång och trogen tjänst på backen skulle ta en plats i styrelsen med hopp om att ta föreningen till nya höjder.
- Göran Ålund klubbens hjärta och själ, en profil som stundtals på egen hand för föreningen framåt igenom vått och torrt. Mannen som, efter sina uteblivna meriter på isen, minst sagt gör upp för dem utanför. Klubbens egen katalysator.
- Erik "Valpen" Borg gjorde ett enormt avtryck under sina år i P-16 Elit serien. Med sin bländande skridskoåkning, rappa skott och ofantliga räckvidd satte han på egen hand färg på Söråkers vistelse i den tidigare benämnda serien. Borg hade senare ett par säsonger i klubbens herrlag där han aldrig riktigt lyckades nå det höga förväntningarna som ställts på honom efter den tidigare succen i ungdomsåren.